# Новосельский, Юрий Владимирович
Юрий Владимирович Новосельский (1895—1975) — советский военачальник, генерал-лейтенант (1940).

## Биография
Георгий Владимирович Новосельский родился в Москве; потомственный дворянин. Окончил 2-е Московское реальное училище.
В Русской императорской армии с мая 1915 года. Служил в лейб-гвардии Преображенском полку в Петрограде, окончил учебную команду этого полка. В начале 1916 года окончил 2-ю Московскую школу прапорщиков. С февраля 1916 года служил в 191-м запасном пехотном полку в Москве, был младшим офицером, помощником начальника учебной команды полка. Участник Первой мировой войны с июня 1916 года, когда был назначен младшим офицером 217-го Ковровского пехотного полка, вскоре стал командиром роты. В бою 27 октября 1916 года попал в немецкий плен. Из плена вернулся только после окончания войны в ноябре 1918 года.
В Красной Армии с декабря 1918 года. Сначала был зачислен командиром отделения в 88-й Московский рабочий полк. Участвовал в Гражданской войне с апреля 1919 года, когда был направлен в 317-й стрелковый полк 36-й стрелковой дивизии 9-й армии. Воевал на Юго-Восточном фронте, участвовал в отражении Московского наступления ВСЮР генерала А. И. Деникина и в контрнаступлении Красной Армии, в том числе в Хопёро-Донской и Ростово-Новочеркасской операциях. Был командиром взвода, начальником полковой школы, командиром батальона, помощником командира полка, командиром полка. В марте 1920 направлен в Инспекцию пехоты РККА, с апреля 1920 года командовал отдельным Новочеркасским батальоном слабосильных. Член РКП(б) с 1920 года.
С июня 1920 года служил в войсках ЧОН: начальник и военный комиссар батальона Донской области, с ноября 1920 — начальник Ростовского территориального округа и начальник отрядов ЧОН этого округа, с февраля 1921 — инструктор для поручений при Управлении Всеобуча, с апреля 1921 — командир и комиссар Кубано-Черноморского территориального полка ЧОН. Активно участвовал в борьбе с бандитизмом.
После Гражданской войны служил в Северо-Кавказском военном округе инструктором для поручений при Управлении Всеобуча округа. С ноября 1921 служил в 22-й Краснодарской стрелковой дивизии — помощник командира 190-го стрелкового полка, командир батальона и помощник командира 64-го стрелкового полка, с мая 1923 — начальник лагерного сбора дивизии, с декабря 1923 — командир 65-го Новороссийского стрелкового полка. С февраля 1924 — начальник строевой части Московской военно-политической школы. С августа 1924 — командир 1-го Московского отдельного стрелкового полка. С декабря 1924 по декабрь 1929 года командовал 243-м Медынским стрелковым полком 81-й Калужской стрелковой дивизии Московского военного округа. Окончил Стрелково-тактические курсы усовершенствования комсостава РККА имени III Коминтерна «Выстрел» в 1928 году.
С февраля 1930 года командовал 18-м стрелковым полком 6-й Орловской стрелковой дивизии Московского ВО, с мая 1931 — начальник штаба 50-й стрелковой дивизии Московского ВО (Солнечногорск), с марта 1932 — помощник командира 14-й Владимирской стрелковой дивизии, с февраля 1934 года — помощник командира 29-й стрелковой дивизии. С августа 1937 года — командир 50-й стрелковой дивизии и одновременно начальник Полоцкого укрепрайона в Белорусском военном округе. В июне-июле 1938 года временно командовал 4-м стрелковым корпусом Белорусского ВО. С июля 1938 года — командир 86-й стрелковой дивизии (с октября 1939 — 86-я мотострелковая дивизия) Приволжского военного округа. Во главе дивизии участвовал в советско-финской войне. В мае-июне 1940 года временно исполнял должность начальника Высших стрелково-тактических курсов усовершенствования офицерского состава пехоты «Выстрел». С июня 1940 года — командир 2-го механизированного корпуса Одесского военного округа.
В 1940 году был избран депутатом Верховного Совета Молдавской ССР 1-го созыва.
Во главе корпуса участвовал в Великой Отечественной войне с июня 1941 года. В составе 9-й и 12-й армий Южного фронта участвовал в Приграничном сражении в Молдавии и в Уманском оборонительном сражении. В Уманском котле корпус был разгромлен, но сам Новосельский с группой командиров и красноармейцев сумел выйти из окружения. После выхода к своим с октября 1941 был в распоряжении Маршала Советского Союза К. Е. Ворошилова, участвуя в подготовке новых частей для фронта.
С января 1942 года — командир 146-й стрелковой дивизии 50-й армии Западного фронта. Участник битвы за Москву. С июля по ноябрь 1942 года опять был в распоряжении К. Е. Ворошилова. С ноября 1942 года — заместитель командующего Брянским фронтом, на этом посту участвовал в Воронежско-Касторненской, Малоархангельской, Орловской, Брянской наступательных операциях.
С ноября 1943 года командир 97-го стрелкового корпуса на 2-м Прибалтийском фронте, с марта 1944 — командир 7-го гвардейского стрелкового корпуса 22-й армии этого фронта. В августе-сентябре 1944 года был заместителем командующего 10-й гвардейской армией, затем командовал 55-м стрелковым корпусом в 21-й армии 1-го Украинского фронта. В завершающие годы войны участвовал в Режицко-Двинской, Мадонской, Сандомирско-Силезской, Верхнесилезской и Пражской наступательных операциях.
После войны командовал тем же корпусом, с августа 1945 года был в резерве Главного управления кадров Наркомата обороны СССР, с ноября 1945 года — заместитель командующего 6-й гвардейской армии в Прибалтийском военном округе. С июля 1946 — помощник командующего 10-й гвардейской армией Ленинградского военного округа. С апреля 1948 — заместитель председателя Стрелково-тактического комитета Сухопутных войск СССР. 28 сентября 1950 года уволен в запас по болезни.

### Воинские звания
- прапорщик (1916);
- подпоручик (1916);
- комбриг (26 ноября 1935);
- комдив (21 марта 1940);
- генерал-лейтенант (4 июня 1940).

### Награды
- орден Ленина (21.02.1945)
- четыре ордена Красного Знамени (22.02.1938, 21.03.1940, 3.11.1944, 20.06.1949)
- орден Суворова 2-й степени (29.05.1945)
- два ордена Кутузова 2-й степени (июль 1944, 6.04.1945)[1]
- медали.[2]